# Màcron
El màcron (del grec μακρόν, makron, que significa 'llarg') és un signe diacrític en forma de ratlla horitzontal (¯) que se situa sobre algunes lletres, amb valors diversos, en els estudis de prosòdia i mètrica clàssiques en els quals indica vocal o síl·laba llarga, i també en l'ortografia d'alguns idiomes, en alguns sistemes de transliteració i de transcripció fonètica i en diversos sistemes de notació científica. El contrari és la breu ⟨˘⟩, que marca una síl·laba curta o lleugera o una vocal curta.
Originàriament el màcron va ser utilitzat per marcar una sil·laba llarga en les mètriques grecoromanes, però actualment s'utilitza com a signe diacrític col·locant-lo sobre una vocal, però també, encara que més rarament, per sobre o per sota d'una consonant.
En l'alfabet fonètic internacional el màcron s'utilitza per a indicar el nivell tonal mitjà, mentre que per a indicar el caràcter llarg del so que representa un signe segmental s'utilitza el signe "ː". Cal tenir present que el 1997 la Secció Filològica de l'Institut d'Estudis Catalans va acordar d'adoptar l'alfabet fonètic internacional de l'Associació Fonètica Internacional (IPA) per a la representació dels sons amb criteris fonètics.
El Màcron:
- Indica vocal llarga (símbol usat per marcar les vocals del llatí, per exemple, i en la romanització Hepburn del japonès)
- Indica canvi en la pronúncia, com al letó
- Marca el primer to al xinès
- Marca la duplicació d'un so